# Джуца 1-я (гора)
Джуца́ 1-я (Юца) — останцовая магматическая гора в Пятигорье, на Кавказских Минеральных Водах. Высота 973,2 м. Памятник природы.
Расположена южнее села Джуца (и восточнее Юца), в правобережье реки Джуца.

## Название
Название предположительно произошло от тюркского джилы-су — «тёплая вода». Народная этимология названия горы — Юца, Жучка.
В некоторых официальных документах и географических картах встречаются наименования «Джуца 1-я» и «Джуца 2-я». На других — «Юца 1-я» и «Юца 2-я». На одной из старых карт Пятигорья Юца обозначена как «Гора Болван», а Джуца — как «Джуцкая» или «Этокская». В бытовых разговорах местных жителей можно услышать «Жучка Первая» и «Жучка Вторая».

## Достопримечательности
Гора Юца является дельтапланерной «Меккой» России. На Юцком плато (70 м от подножия) расположен Ставропольский краевой дельтапланерный клуб. Гора Юца является одной из лучших гор в Евразии для полетов на дельтаплане и параплане как для новичков, так и для профессионалов. В память о воздухоплавателях, которые погибли на горе или каким-то образом были связаны с этим местом, на вершине Юцы устроен небольшой мемориал.
Гора является краевым комплексным (ландшафтным) памятником природы (Постановление бюро Ставропольского краевого комитета КПСС и исполкома краевого Совета депутатов трудящихся от 15.09.1961 г. № 676 «О мерах по охране природы в крае»).

## Галерея

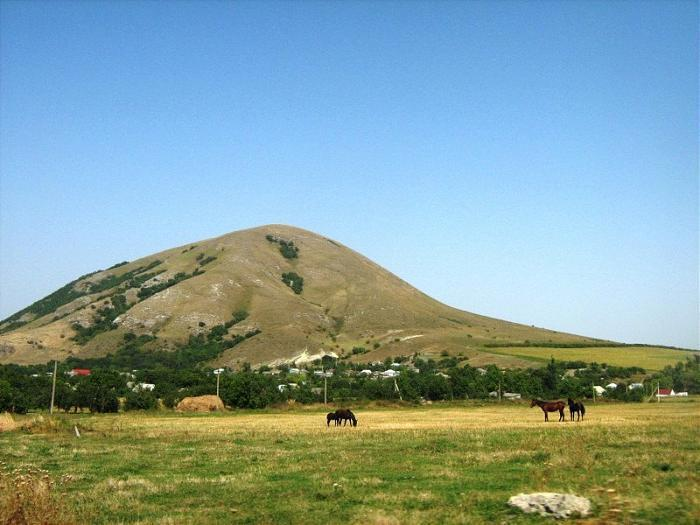
Гора Юца
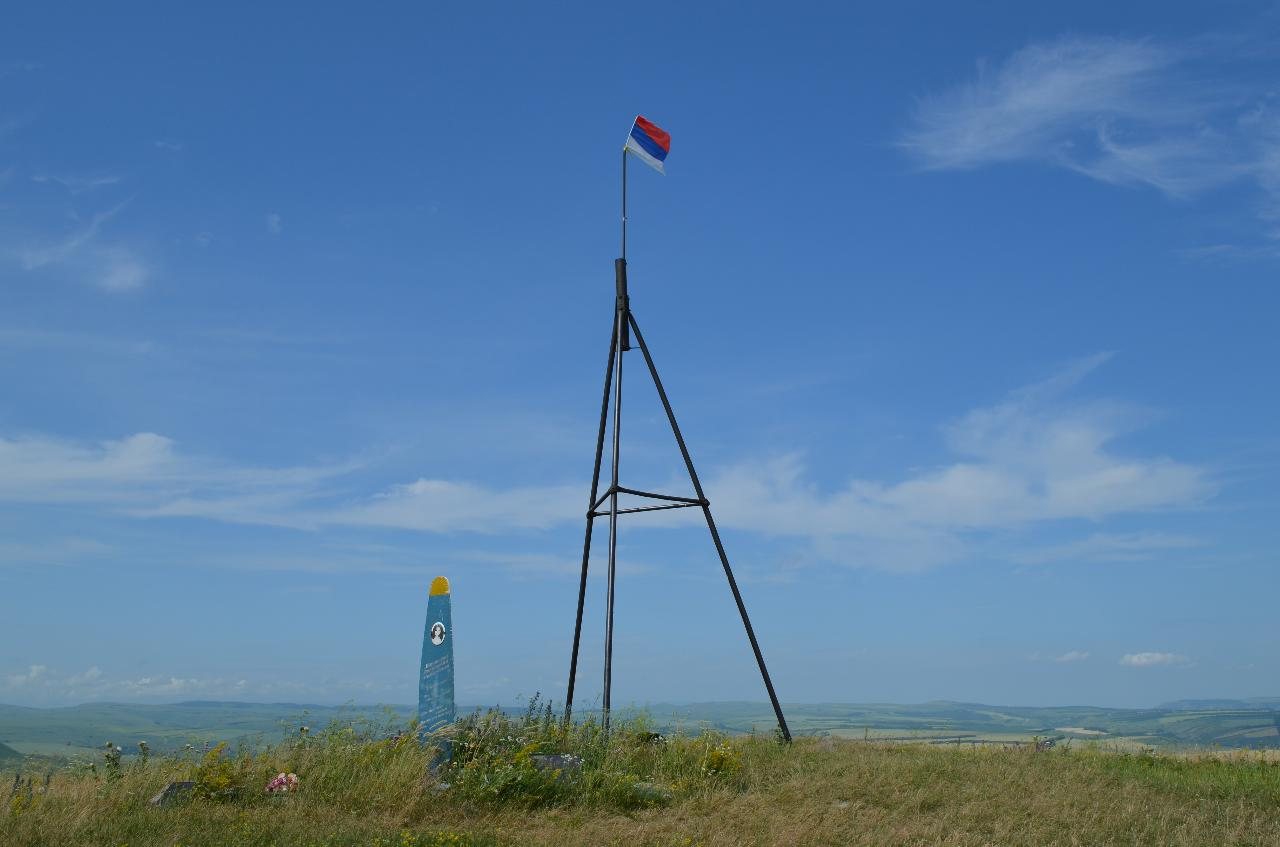
Вершина горы Юца
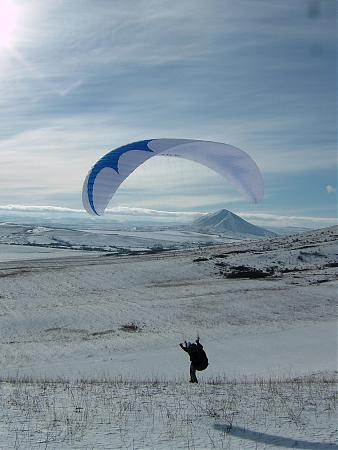
Парапланеризм на Юце